# 静岡県東部地震
静岡県東部地震（しずおかけんとうぶじしん）は、2011年（平成23年）3月15日22時31分46秒頃（日本標準時）に発生した、静岡県東部を震源とする地震。静岡東部地震、静岡地震ともいう。地震の規模はマグニチュード6.4。静岡県富士宮市で最大震度6強を観測した。

## 概要

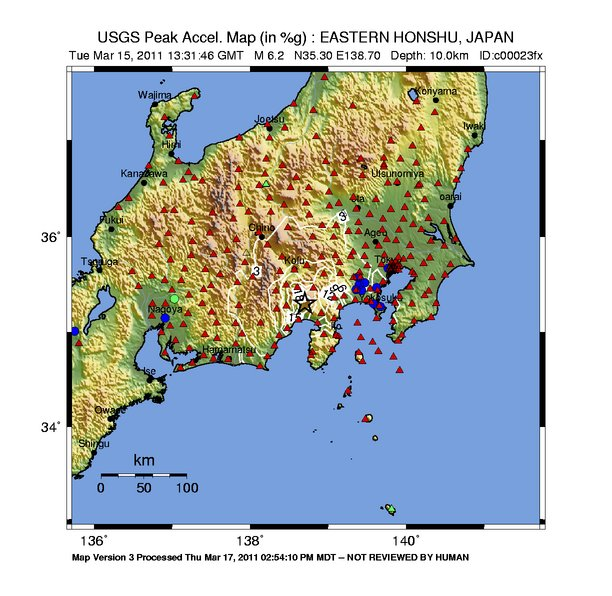
各地の地表最大加速度

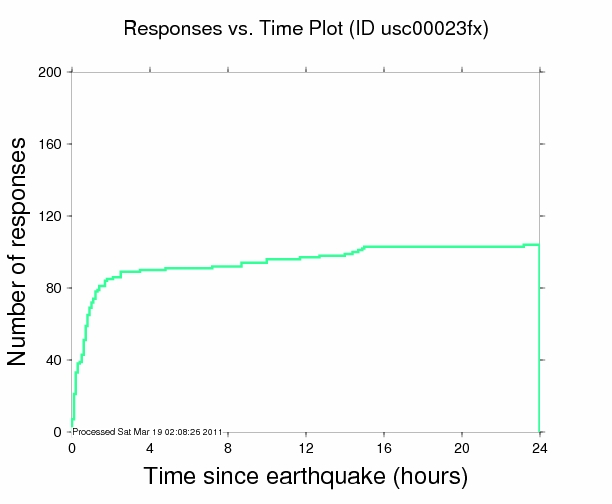
経過時間と地震応答

### 地震の概要
静岡県東部の北緯35度18分30秒、東経138度42分48秒、深さ約14kmの地点を震源とする。震源は富士山南麓で、大陸プレート内地震であるが、この場所から過去に活断層は発見されていない。マグニチュードは暫定値で6.4（Mw 6.0）と推定され、静岡県富士宮市では震度6強を記録した。最大加速度は防災科学技術研究所が設置した富士宮観測点で1076galを記録している。この地震により静岡県内で22人の負傷者などが出た。
発震機構は「北北西ー南南東方向に圧力軸を持つ、北北東ー南南西走向の左横ずれ断層」である。なお、国土地理院の観測結果によれば、この地震によって、静岡県裾野市は東方向に、富士宮市は西方向に、それぞれ1センチメートルから3センチメートルほど移動した。また、富士山5合目の地面に長さ20mに及ぶ亀裂が生じた。これらは土砂崩落の恐れがあるため、定期的な測量が行われている。

### 他の地震との関連

#### 東海地震との関連
地震調査研究推進本部の地震調査委員会は、地震発生翌日に臨時会合を開催し、想定される東海地震との関連性について検討を重ねた。その結果、「東海地震の想定震源域の近くで発生しているが、想定東海地震とは異なる発震機構で発生した地震である」と結論づけ、東海地震との関連性を否定した。なお、地下構造とプレートテクトニクスの観点から見た場合、静岡県東部地震は横ずれ断層による大陸プレート内地震であるが、東海地震はプレート間地震（海溝型地震）が想定されている。
委員長の阿部勝征は、静岡県東部地震と東海地震の発震の仕組みについて「メカニズムが異なる」と指摘し、両者の関連性を否定した。また、気象庁の観測結果の分析でも、各地に設置された歪み計には、東海地震に直結するような異常値は記録されていなかった。これらに基づき、「想定されている東海地震に直接結びつくものではない」との結論に至った。

#### 東北地方太平洋沖地震との関連
気象庁は4日前に発生した東北地方太平洋沖地震との関連性について、「地震のメカニズムや震源域が異なり直接の関係はない（余震ではない）と思われるが、それ以上は分からない」との見解を示している。
地震調査研究推進本部の地震調査委員会は、東北地方太平洋沖地震との関連性について検討を重ねた。その結果、東北地方太平洋沖地震は「概ね東西方向に伸張、南北方向に圧縮するひずみを、広域にわたり与えて」いると指摘したうえで、「今回の地震はその影響によって発生した可能性は否定できない」と結論づけた。
東北地方太平洋沖地震の際には、水平方向に4メートル以上の水平変動が記録されており、大きな地殻変動が発生していた。その結果、東西に対して伸張するとともに、南北には圧縮する歪みを、広い範囲にわたって与えていた。委員長の阿部勝征は「具体的な関連は分からない」としながらも「マグニチュード9.0という大変大きな規模の地震だったことから、何らかの影響はあったと考えられる」と言及し、東北地方太平洋沖地震に誘発されて静岡県東部地震が発生した可能性を指摘した（なお東北地方太平洋沖地震翌日の12日には、本地震と同様に誘発されたと考えられる長野県北部地震が発生している）。さらに、阿部は「巨大な海溝型の地震の前後で被害が出るような内陸型の地震が発生するのはよく知られている」と述べ、直接的な関連があると確認されていないものの、その具体例として東南海地震や南海地震の前後に鳥取地震・三河地震・福井地震が発生した事例を挙げ、警戒を怠らないよう訴えた。

### 富士山噴火との関連
火山噴火予知連絡会副会長の中田節也は、震源が富士山のマグマだまりのすぐ上、山頂の南4kmの深さ約15kmであったことから、「あのとき、富士山が噴火しなかったのが不思議でならない」と述べている。
また、歴史的類似性が専門家の憂慮の元になっている。火山噴火予知連絡会会長藤井敏嗣は「20世紀半ば以降のM9を超える5つの地震すべてで、火山の噴火が例外なく誘発されている」と述べた。千葉大学准教授の津久井雅志は「平安時代に起きて20世紀以降にない大きな地震・噴火は、富士山噴火と東海・東南海・南海の連動地震ぐらいだ」と述べている。

### 緊急地震速報
2011年3月15日22時31分55秒（日本標準時）、気象庁により緊急地震速報（警報）が山梨県・神奈川県の全域、静岡県の東部と伊豆地方と中部に発表された。地震を検知してから3.5秒後に発表されたことから、震源から離れた地域では揺れが到達する前に速報が発表された。

## 震度
震度4以上の揺れを観測した地点は以下の通り。
| 震度 | 都道府県 | 観測点名 |
| ---- | -------- | --- |
| 6強  | 静岡県   | 富士宮市弓沢町・富士宮市野中 |
| 5強  | 山梨県   | 富士河口湖町長浜・山中湖村山中・忍野村忍草 |
| 5弱  | 神奈川県 | 山北町山北・小田原市荻窪 |
| 5弱  | 山梨県   | 鳴沢村役場・富士吉田市上吉田・富士吉田市下吉田・市川三郷町岩間・南アルプス市鮎沢・身延町役場・富士河口湖町船津・富士河口湖町勝山・富士河口湖町役場 |
| 5弱  | 静岡県   | 富士宮市猪之頭・小山町藤曲・御殿場市萩原・富士市本市場・富士市永田町・富士市岩渕 |
| 4    | 千葉県   | 南房総市富浦町青木・鋸南町下佐久間・館山市長須賀 |
| 4    | 東京都   | 国分寺市戸倉・国分寺市本多・町田市忠生・町田市中町 |
| 4    | 神奈川県 | 相模原緑区中野・相模原中央区水郷田名・相模原中央区上溝・清川村煤ヶ谷・愛川町角田・開成町延沢・松田町松田惣領・神奈川大井町金子・中井町比奈窪・南足柄市関本・伊勢原市伊勢原・厚木市中町・厚木市下津古久・小田原市久野・秦野市曽屋・秦野市平沢・二宮町中里・寒川町宮山・綾瀬市深谷・海老名市大谷・茅ヶ崎市茅ヶ崎・平塚市浅間町・川崎中原区小杉町・横浜泉区岡津町・横浜泉区和泉町・横浜瀬谷区三ツ境・横浜緑区白山・横浜港南区別所・横浜港南区丸山台北部・横浜港南区丸山台東部・横浜戸塚区戸塚町・横浜港北区日吉本町・横浜保土ケ谷区上菅田町・横浜南区・横浜中区山手町・横浜中区山下町・横浜西区浜松町 |
| 4    | 山梨県   | 富士河口湖町本栖・西桂町小沼・上野原市上野原・上野原市役所・大月市大月・大月市御太刀・大月市役所・都留市上谷・富士川町天神中条・富士川町鰍沢・中央市大鳥居・中央市成島・中央市臼井阿原・甲州市塩山下於曽・甲州市塩山上於曽・甲州市役所・甲州市勝沼町勝沼・市川三郷町役場・山梨北杜市長坂町・笛吹市一宮町末木・笛吹市役所・笛吹市八代町南・笛吹市境川町藤垈・南アルプス市小笠原・南アルプス市寺部・昭和町押越・山梨南部町栄小学校・山梨南部町内船・山梨南部町福士・身延町梅平・身延町常葉・早川町保・甲府市飯田・甲府市相生・甲府市古関町                                                           |
| 4    | 長野県   | 諏訪市湖岸通り |
| 4    | 静岡県   | 静岡清水区千歳町・静岡清水区蒲原新栄・静岡清水区旭町・静岡葵区駒形通・静岡葵区梅ヶ島・静岡駿河区曲金・藤枝市岡部町岡部・長泉町中土狩・静岡清水町堂庭・裾野市佐野・富士宮市長貫・三島市東本町・三島市大社町・沼津市御幸町・沼津市戸田・沼津市高島本町・伊豆の国市四日町・伊豆の国市田京・伊豆の国市長岡・函南町平井・熱海市泉・熱海市中央町 |

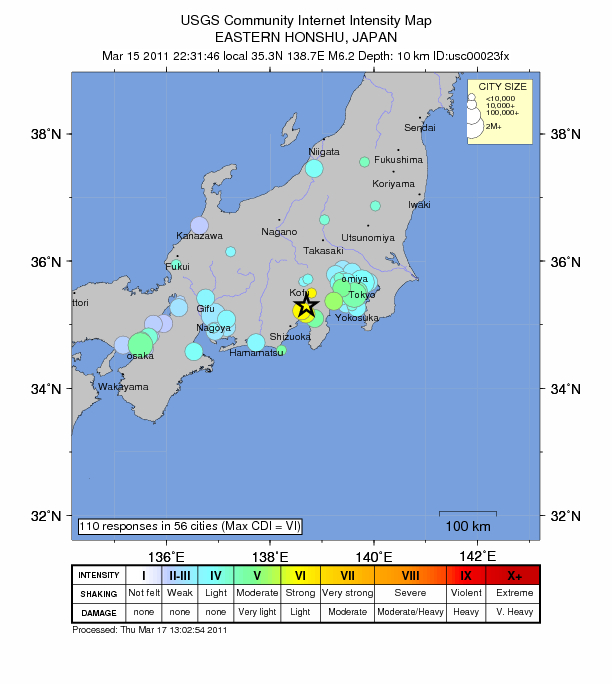
メルカリ震度階級に基づく各都市の震度

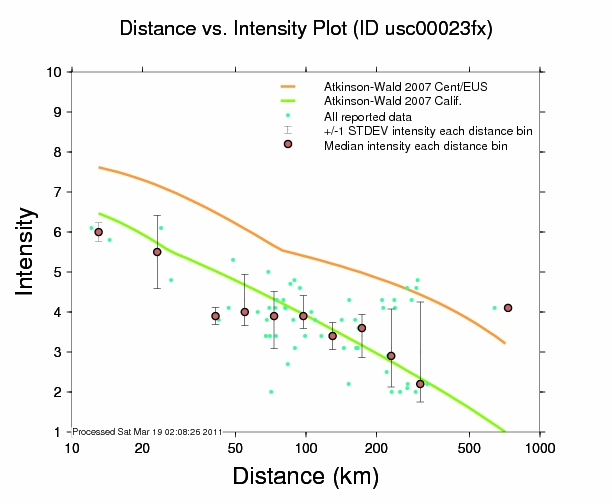
震央からの距離とメルカリ震度階級に基づく震度

北は宮城県登米市、山形県飽海郡遊佐町、西は島根県出雲市で震度1を観測するなど、東北地方から中国地方にかけて震度1以上の揺れを観測した。

## 被害

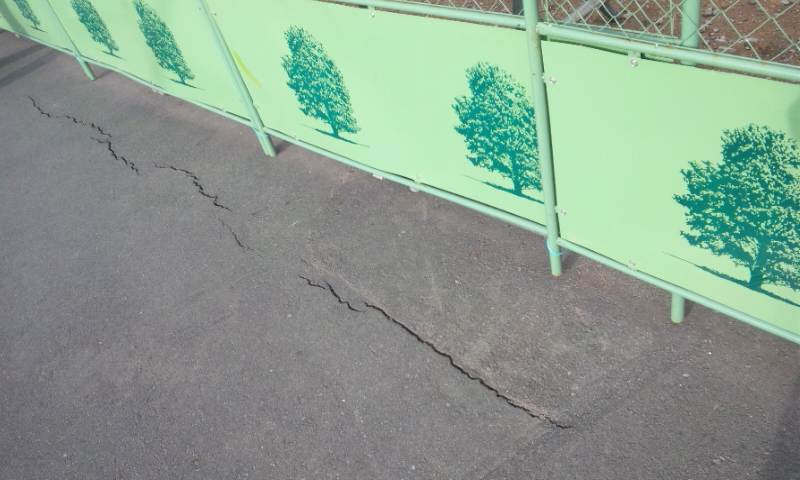
静岡県函南町（震度4）で発生した地割れの様子。函南町では激しい横揺れに見舞われ、屋根瓦が吹き飛び落下するなど家屋の一部損壊2棟をはじめとした多数の被害があった。

### 人的被害
死傷者
最大震度6強を観測するなど激しい揺れが発生したため、人的被害は広範囲にわたったが死者は幸いにも出なかった。静岡県庁危機管理部の発表などによれば、静岡県の人的被害は重傷2名、軽傷48名に上った。また、複数箇所で震度5強を観測した山梨県でも富士吉田市や南アルプス市で負傷者が発生した。
避難者
被災地では住民らが指定された避難場所に避難することになり、静岡県内では最も揺れが激しかった富士宮市で最大400名が避難することになった。また、隣接する富士市でも118名が避難することになった。
静岡県庁をはじめ、県内の市役所や町役場は、静岡県東部地震に被災した直後であるにもかかわらず、東北地方太平洋沖地震の被災者を受け入れる考えを次々に表明した。静岡県危機報道監の岩田孝仁は「必要があれば、県として被災者を受け入れる住宅の拡大を検討したい」と述べるなど、さらなる受け入れ拡大にも意欲を示した。震度6強の地震に被災した直後の県が、他県から別の地震の被災者を受け入れるという異例の事態となった。

### 建物被害
住宅
静岡県東部地震により、静岡県では住宅など327棟が一部損壊した。しかし、最大震度6強を記録するなど極めて強い揺れが観測されたにもかかわらず、全壊した家屋はゼロだった。
官公庁
静岡県教育委員会によれば、県立高等学校や特別支援学校など17校で建物に被害が発生した。校舎の天井が落下したり、壁にひびが入るなどの被害が報告された。
観光地
静岡県東部地震の発生により景勝地などでも被害が広がった。白糸の滝では階段において落石が発生した。さらに音止めの滝では一部が崩落した。また地震の影響が強く地盤の影響を確認する必要性があり、富士宮市の市都市計画課は2012年2月にボーリング調査を行なった。震災1年後も一部エリアの立ち入りが制限されたままであった。
文化財
この地震によって国の史跡「富士山」の構成要素である村山浅間神社と富士宮市指定史跡人穴富士講遺跡が被害を受けた。村山浅間神社では石灯籠が倒壊し、本殿前の石垣が広範囲に崩れ、周辺の岩なども散乱したという。人穴富士講遺跡では富士講の石碑30基程が倒れ、屋根も破損した。そのため富士宮市は文化庁に対し、村山浅間神社と人穴富士講遺跡の「国宝重要文化財等保存整備費補助事業」の適用を申請し、翌2012年3月に修復が完了した。

### 産業
製造業
静岡県東部地震の発生は、産業界にも多くの被害をもたらした。特に製造業においては建物や設備の破損した工場や、機器の点検のため稼動の中断に追い込まれた工場が多数発生した。
アサヒ飲料の富士山工場は操業停止に追い込まれた。建物の損傷などが確認されたがその後の点検などを終え、17日に操業を開始した。
ジヤトコでは、富士工場および蒲原工場においても天窓が破損し、ダクト、パネルヒーター、蛍光灯などが落下した。また、富士宮工場では天井や壁が一部崩落する事態となり、同社の広報部が「安全上、建物への立ち入りが困難な状況」「生産再開のメドは立っていない」とと表明するに至った。
鉄リサイクルなどを手がけるエコネコルでは、富士宮市の本社工場が操業中であったが、停電となり生産をストップした。窓や壁の破損に加え設備の制御板にまで不具合が発生し、再生固形燃料の生産を停止せざるを得ない状況となった。
生理用ナプキンなどを製造するエリエールペーパーテック（大王製紙グループ）では、富士宮市と富士市の工場が被災し、生産ラインに不具合が生じた。その結果、双方の工場の稼動を停止する事態となった。
また静岡県の製造業は、先立って発生した東北地方太平洋沖地震の影響で取引先が稼動停止していたり、東京電力管内の計画停電に巻き込まれるという状況もあり、静岡県東部地震の発生でさらに苦境に立たされることになった。

### ライフライン
電気
静岡県東部地震により、最大震度を観測した富士宮市では2万2000世帯で停電が起こった。富士宮市では当日は計画停電が行われていたが、本地震により再び停電することとなった。
水道
静岡県東部地震により、静岡県ではおよそ500戸で断水が発生し、給水車が出動する事態となった。
ガス
静岡県東部地震により、静岡県ではガスが漏れる事故が8件発生した。

## 影響
道路
本来ならば5月の大型連休前に富士山スカイラインの閉鎖解除が可能であったが、路面のヒビや盛土の損傷などにより安全を期して閉鎖解除を延期することとなった。富士山スカイラインの約40か所で亀裂があり、そのうち9か所は大掛かりな補修を要する状態であったが、復旧作業が急がれ、6月2日には閉鎖解除が可能となった。
鉄道
東海道新幹線は品川-浜松駅間で停電が発生したが、午後10時51分に電力が復旧。11時8分に品川-新横浜間の上り線、静岡-浜松間の下り線でそれぞれ運転を再開した。また、この影響で数十分の運転見合わせが発生し、最大約200分の遅れが発生した。
遅れていた東海道新幹線を利用していた乗客のために、東海道本線で静岡-浜松間に臨時列車を設定した。
スポーツ
全国高校選抜大会のソフトボール男子大会が富士宮市にて行われる予定であったが、中止となった。
表富士自転車登山競走大会は、地震におけるコースの地割れなどにより復旧の見通しが経たないため中止となった。
計画停電
本地震に伴い、東京電力エリアで行われている東日本大震災による発電所被害に伴う計画停電の対象から、静岡県東部地域は外されたが、その2日後には再び停電対象地域となった。
注意報
静岡地方気象台は地震により土砂災害が発生しやすい状態にあるとして、地震発生から翌日の3月16日から注意報の発表基準を暫定的に変えていた。台風通過などの様子を見て、11月11日には大雨警報・注意報と土砂災害警戒情報の発表基準を通常に戻すこととした。

## 対応

### 中央省庁
震度6強という極めて強い揺れが観測されたことから、22時45分には総理大臣官邸に緊急参集チームが集結した。東北地方太平洋沖地震による震災に対応する総理大臣官邸の対策室が、静岡県東部地震についても対応することになった。緊急参集チームは即座に対応策を協議し、被害情報の収集や被災者の救出に全力を尽くすとともに、状況に応じて東北地方太平洋沖地震の対応に当たる人員の転用など、臨機応変に対応することを決定した。また、防災行政を統括する内閣府では、静岡県東部地震の発生を受け、22時31分に災害対策室が設置された。
防衛省では、東北地方太平洋沖地震の被災地に自衛官に加え予備自衛官を投入していたが、静岡県東部地震にも対処する必要に迫られた。東北地方太平洋沖地震のため既に省内に災害対策本部が設置されていたことから、そのまま同本部が静岡県東部地震にも対応することになった。陸上自衛隊は東部方面航空隊、第1飛行隊、富士教導団、静岡地方協力本部、山梨地方協力本部、神奈川地方協力本部を投入した。また、海上自衛隊は、第4航空群と第21航空群を投入した。同様に、航空自衛隊は百里救難隊と救難教育隊を投入した。地震発生日当日の午後10時46分には海上自衛隊第21航空群から航空機が離陸、午後10時55分以降は陸上自衛隊東部方面航空隊から映像伝送機や中継機が離陸するなど、航空機が次々と投入され、情報収集活動を本格化させた。また、静岡県や神奈川県など被災地にある県庁や市役所、町役場など各地方公共団体に陸上自衛隊が連絡員を派遣した。
警察庁では、東北地方太平洋沖地震の対応にあたる緊急災害警備本部にて、静岡県東部地震の対応にあたることとなった。静岡県警察、山梨県警察、神奈川県警察が情報収集を進めた。また、神奈川県警察や静岡県警察だけでなく、警視庁のヘリコプターにも出動命令が下され、次々と離陸した。また、消防庁では、震度4以上を観測した全ての都道府県に対し、被災者への対応と被害状況の報告を要請した。さらに、横浜市消防局にヘリコプターの出動を命じた。さらに、海上保安庁では、東北地方太平洋沖地震災害対策本部が、そのまま静岡県東部地震の対策にもあたることになり、ナブテックスや第三管区海上航行警報を出した。